# Chapelle Notre-Dame de Burgo
Pour les articles homonymes, voir Burgo.
La chapelle Notre-Dame de Burgo, est située  au lieu-dit Burgo, sur la commune de Grand-Champ dans le Morbihan.

## Description
Chapelle en forme de croix latine, composée d'une nef, d'un transept et d'un chœur à chevet carré. A l'intérieur, elle est voûtée en bois, les sablières sont sculptées et portent les dates de 1528 et 1538. Plusieurs piscines décorent les murs. À l'extérieur, la construction est entièrement en granit. Les rampants de pignon sont décorés de crochets, et les contreforts de pinacles. Les charpentes datent de 1528 et 1538. Les décors intérieurs et extérieurs, de style gothique flamboyant, sont riches et variés. En 1931, le beffroi Renaissance , située au centre de l'édifice, s'effondre. Le transept est en ruine. La nef conserve deux portes jumelles en anse de panier sur sa partie sud et une autre à l'ouest, profondément moulurée.

## Historique
La chapelle fait l'objet d’un classement au titre des monuments historiques par arrêté du 19 septembre 1931.
Cette chapelle a été édifiée entre 1520 et 1540 sous l'impulsion de Cyprienne de Rohan Pouldu, dame de Kermainguy. Ses armoiries figurent sur le pignon du chœur. 
Le 25 janvier 1800, les troupes chouannes de Georges Cadoudal s'y rassemblent et y entendent la messe, à la veille de la bataille du pont du Loc'h.  

## Galerie

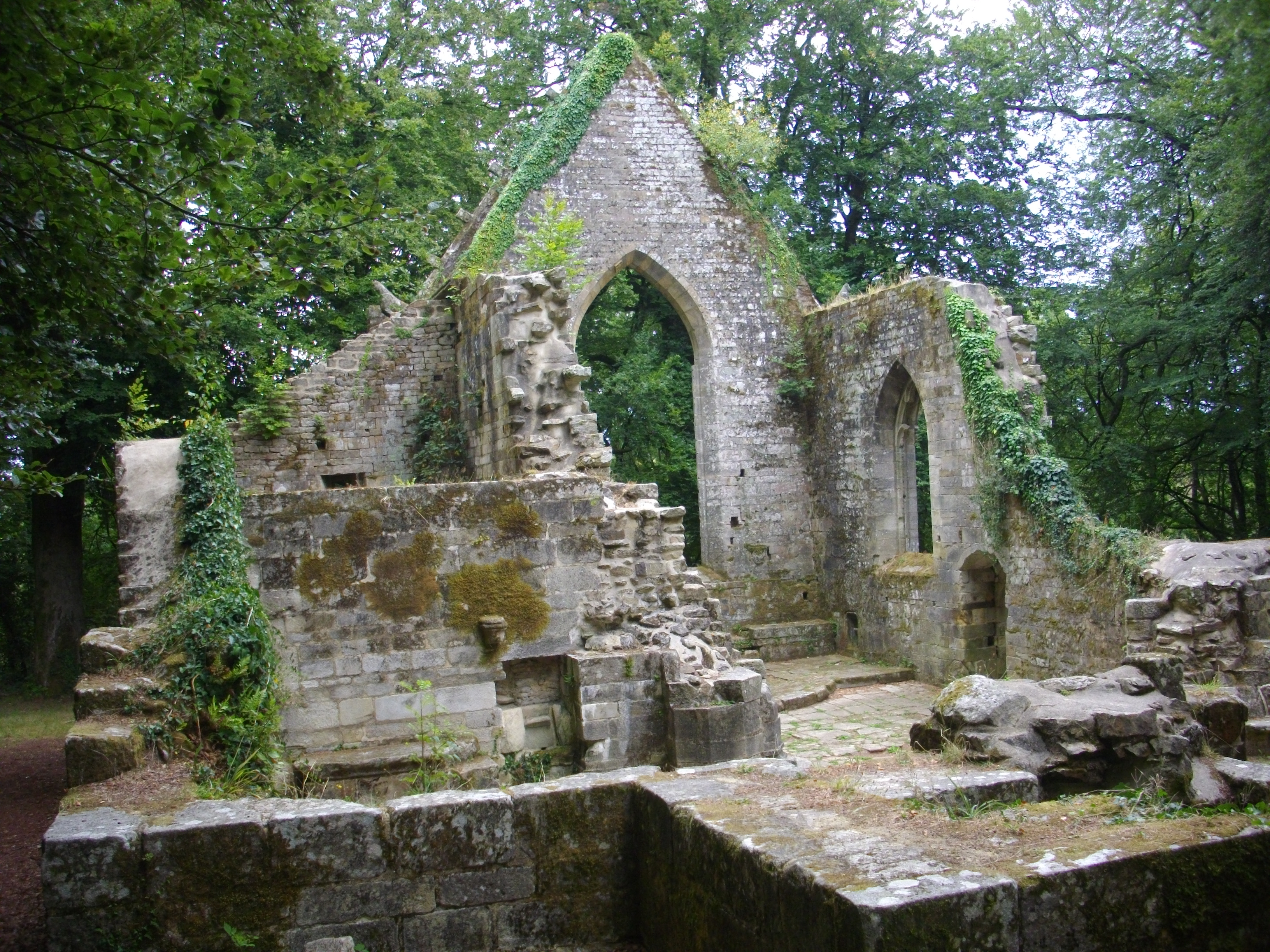
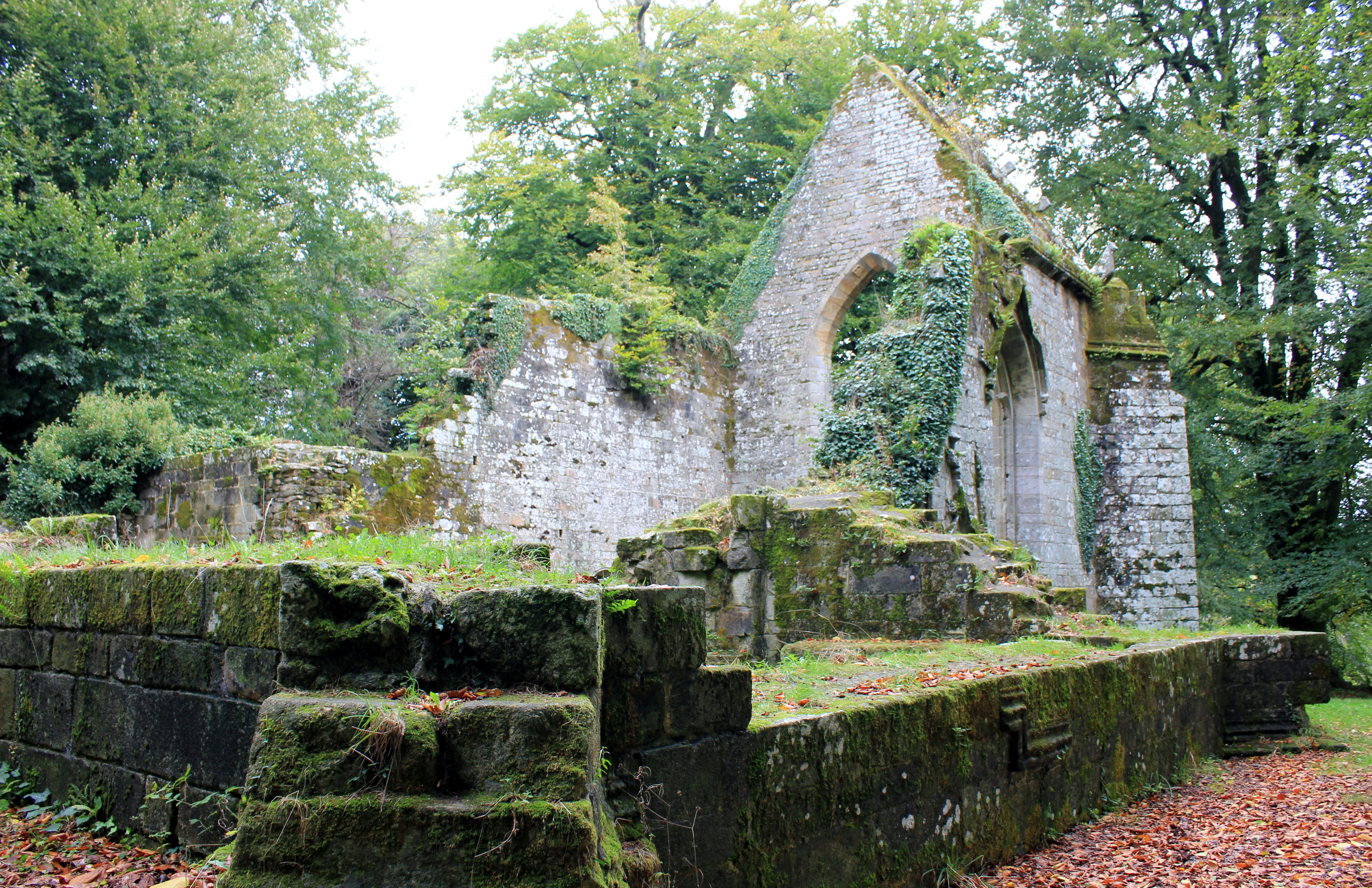
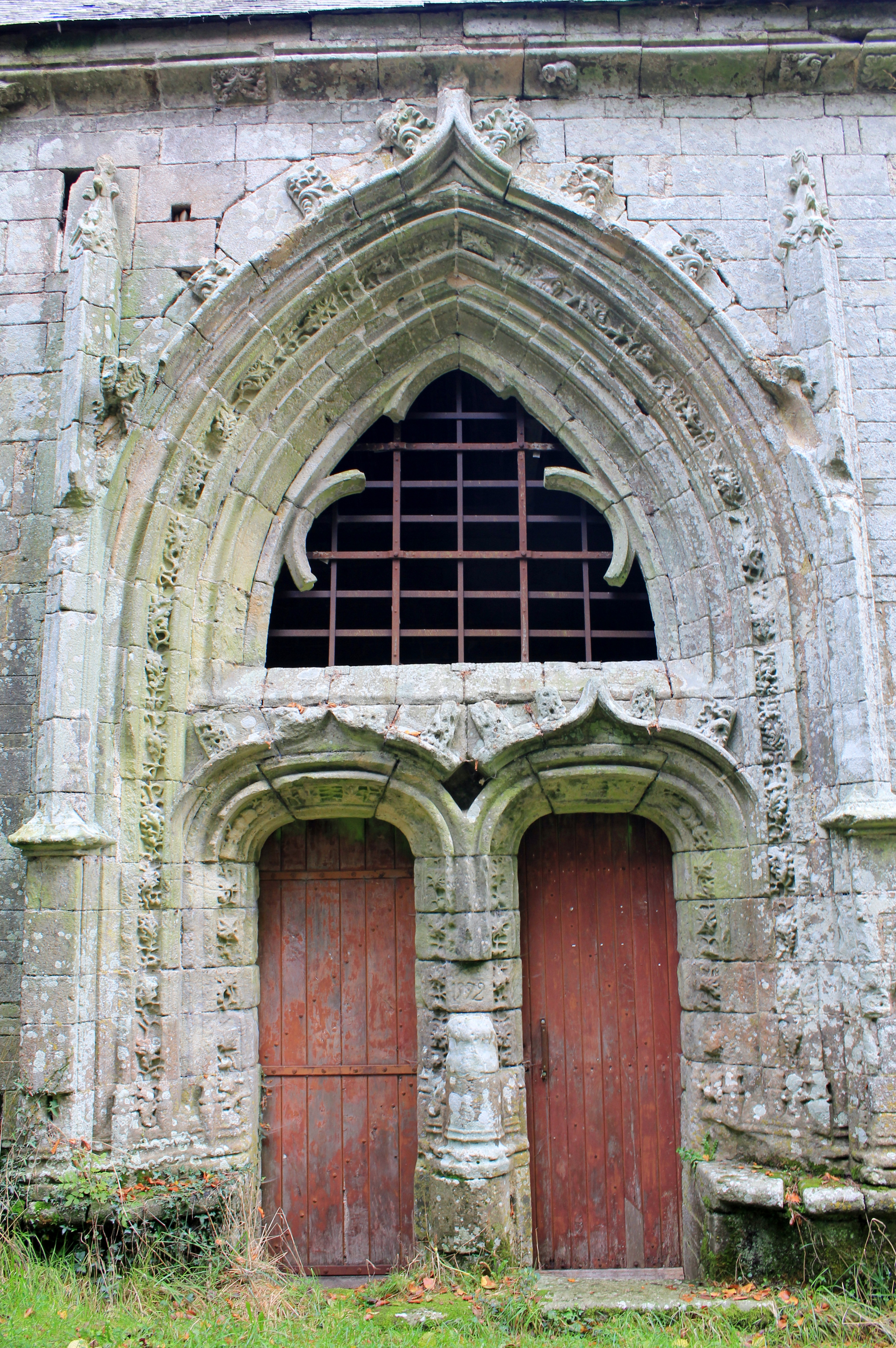
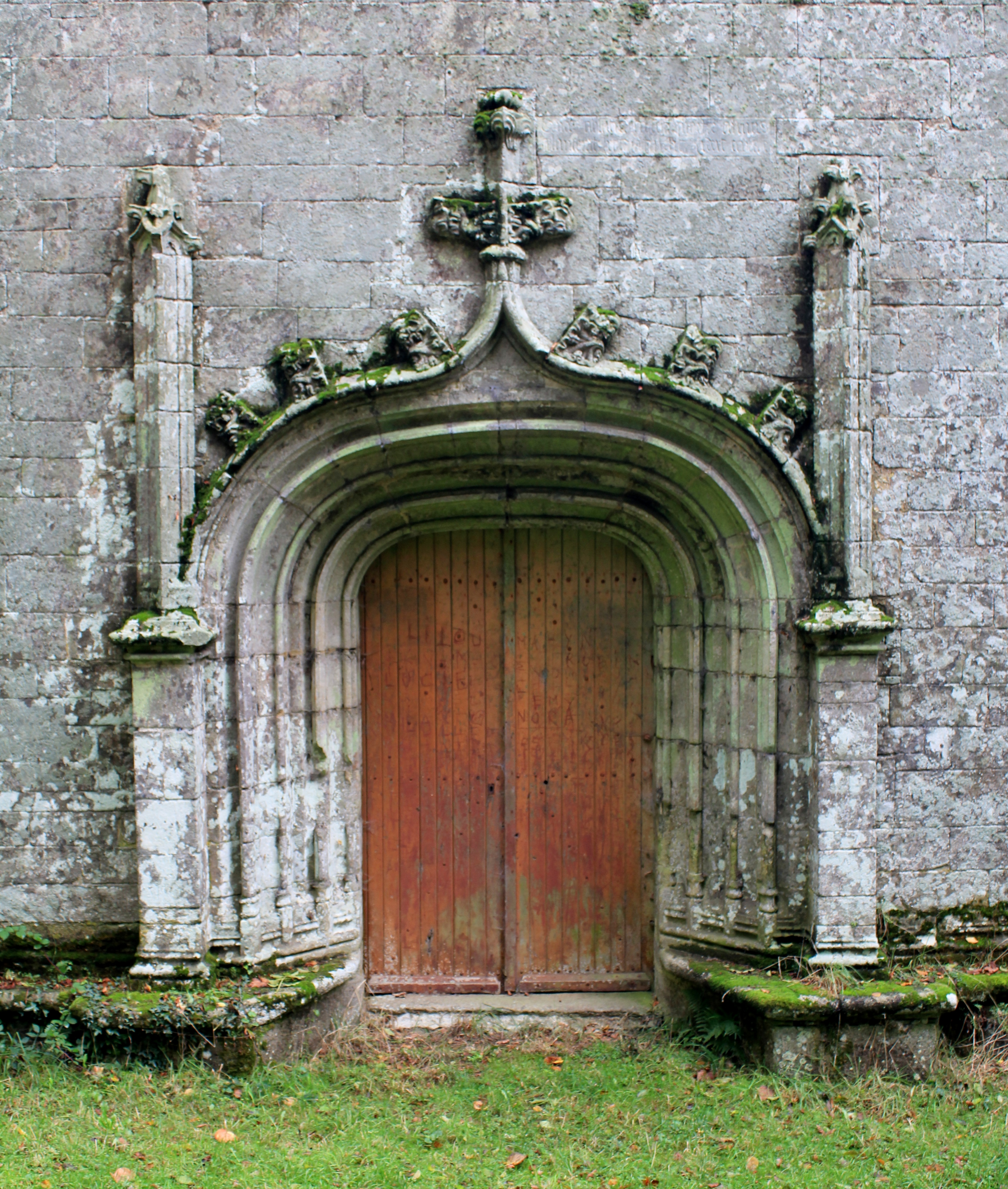
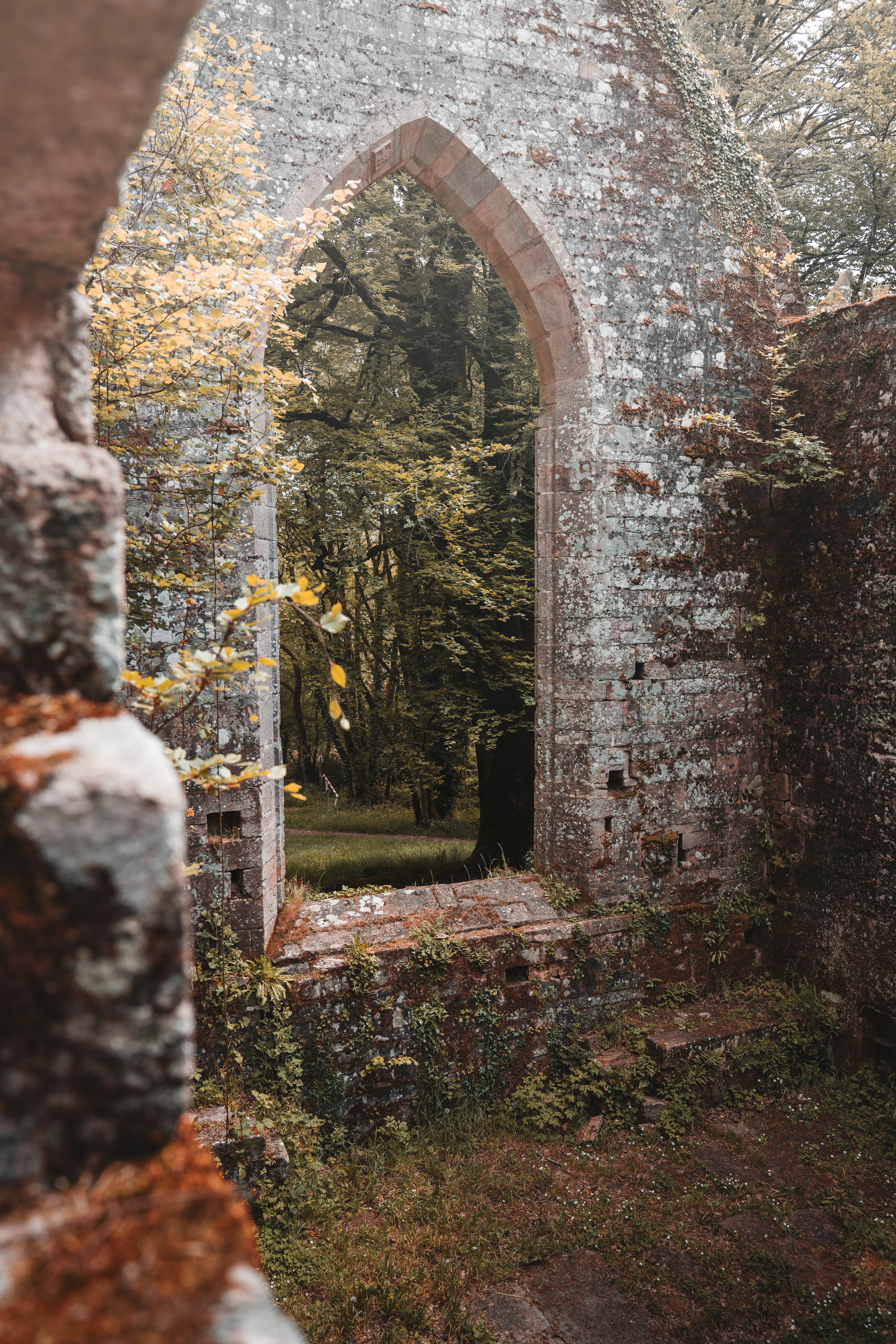
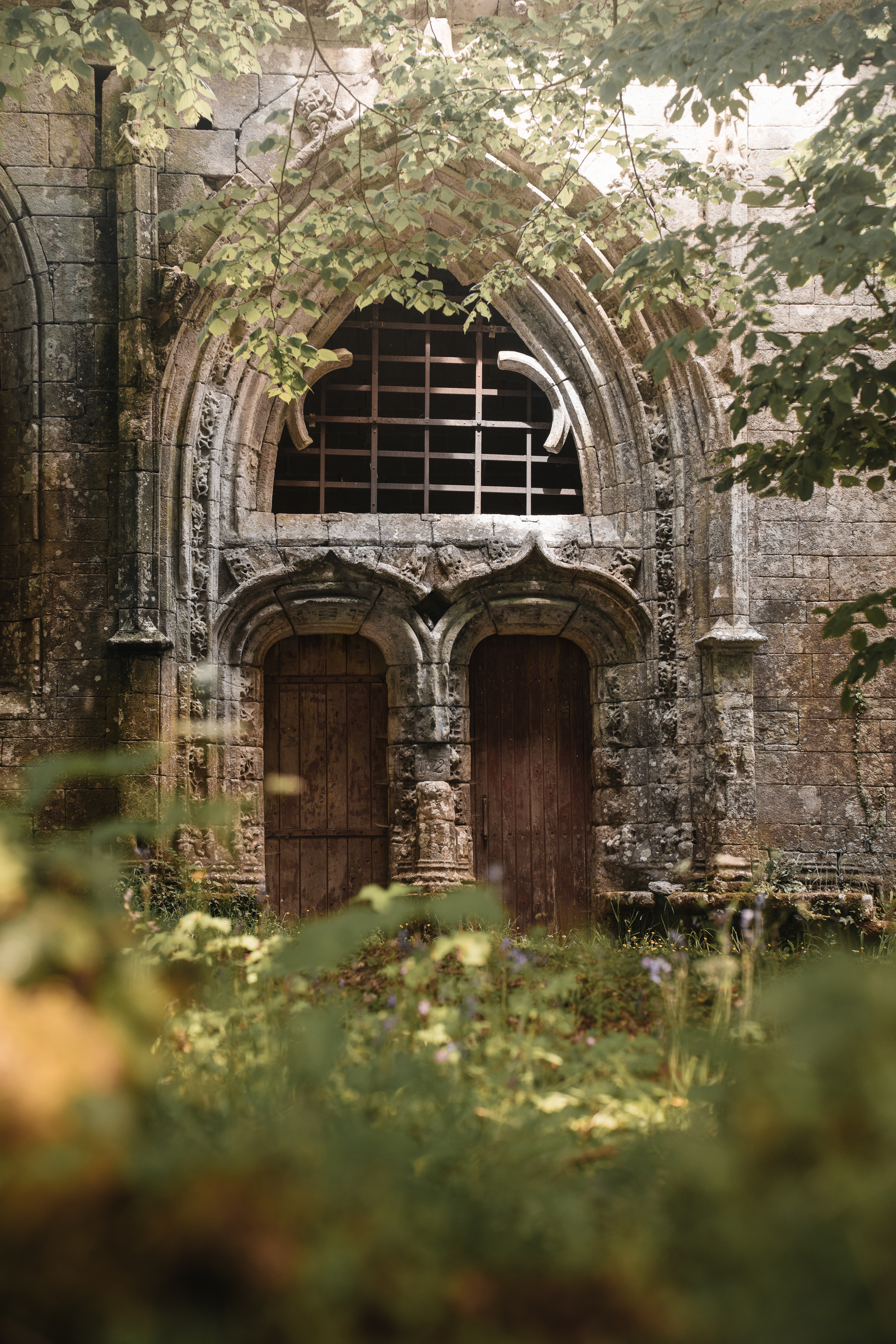